# Султанов, Баходиржон Марибжон угли
Баходиржон Султа́нов (15 января 1985) — узбекский боксёр, чемпион Азиатских игр 2006 года, призёр Олимпийских игр 2004 года и чемпионата мира 2003 года.

## Награды и звания
- Заслуженный спортсмен Республики Узбекистан (2003)[2]
- Орден «Дустлик» (2009)[3]